# 黄金咲ちひろ
黄金咲 ちひろ（こがねざき ちひろ、1978年8月18日 - ）は、元タレント、元女優、元モデル、元合資会社代表。

## 人物・略歴
- 神奈川県横浜市黄金町が“ココロのホームタウン”。
- 血液型・A型。身長・167cm。B85cm・W58cm・H89cm。
- 石川県立金沢二水高等学校、早稲田大学第一文学部卒業[1]。
- 2001年12月に合資会社を設立。同社の代表を務めていた。
- 2002年4月、渋谷に心理カウンセリング、カラーセラピー、タロットなどによるカウンセリングショップをオープン。
- キャッチコピーは「日本一ゴールドが似合う女」。

## 資格・免許
- A・F・Tカラーコーディネーター
- 日本アロマテラピー協会 (AAJ)認定アロマテラピー検定1級アドバイザー
- 英国オーラソーマ式カラーセラピー・プラクティショナー
- 日本メンタル協会認定心理カウンセラー
- マナー検定2級
- 英検準1級
- 漢検2級

## 受賞歴
- 1999年、2000年：ミスアジアパシフィック　セレクトビューティー賞受賞。
- 2001年：椿の女王コンテスト ミスあんこ受賞。
- 2006年：THE BISHOP AWARDS日本代表。

## 出演

### テレビ

#### レギュラー出演
過去のレギュラー
- 『なりギャル.TV』ゴージャス姉妹が行く!（千葉テレビ）
- 『トライアウト』黄金咲先生のお部屋訪問（スカパー371ch）
- 『ほわほわ』黄金狂女（未来テレビ）
- 『ワザあり!株式道場』上場ガールズ（ダイワサテライトTV）
- 『れじゃ@ミュー』黄金咲ちひろの黄金の夜更け（福島放送）
- 『明石家さんちゃんねる』クイズ！誰のことを占ってるのでショー（TBSテレビ）
- 『ドM時デスョ!』黄金咲ちひろの黄金の法則（サンテレビ）
- 『今夜もハッスル!』黄金咲ちひろのゴールド川柳（サンテレビ）

#### おもなゲスト出演
- 日本テレビ：ロンブー龍、テレつく!、ラジかる!!、THE 的中王2
- TBS：ジャスト、はぴひる!、はなまるマーケット
- フジテレビ：笑っていいとも!
- テレビ朝日：さまぁ〜ずと優香の怪しいホール、銭形金太郎
- テレビ東京：シブスタ、トランス☆LOVER
- CBCテレビ：ノブナガ
- テレビ東京：『潜入調査』

### テレビドラマ
- 東京大空襲（日本テレビ・2008年） - 焼死母子の母親役
- 女闘乱舞・戦う女神降臨(BS11・2008年）- 支配人役

### Vシネマ
- 女闘美ガールズ〜秘宝!随喜の涙編〜（2003年） - おネエ役
- 女闘美ガールズ2〜決闘!セクシー霊媒師編〜（2003年） - おネエ役
- 金粉蝶〜羽ばたいてご開帳〜（2004年） - ゴールド古手川役
- 夫婦交換〜スワッピング・パーティー〜（2005年） - 秋葉真希 役
- マイティレディアルテミス2（2006年） - 第1・2話 コガネザキ役
- ビーチバレー刑事 盗撮ストーカーを追え!（2007年） - 鳳恭子役
- ビーチバレー刑事 謎のコーチを追跡せよ!（2007年） - 鳳恭子役
- 残酷飯店 (2008年） - 桝本保絵美役
- マイティレディマリエックス (2008年）

### 映画
- 金粉FUCK ずぶ濡れ観音(荒木太郎監督、2005年） -ちひろ役 （主演）
- 泳げない女(堀井彩監督、2006年） - 多菜子役（主演）
- サバイバル・ビーチ(山田広野監督、2006年） - ゴリラ / 金粉女王役
- カサノヴァ2・3・4(山田広野監督、2006年） - カサノヴァの婚約者役
- 日曜日にはカレーを(堀井彩監督、2006年） - 瑞希役
- シルバー假面 (実相寺昭雄監督、2006年） - 看護婦役
- 素敵な家族(堀井彩監督、2007年） - 晃子役（主演）
- ユメ十夜・海賊版 第十夜(天野邪子監督、2007年）モモカ 役
- 鬼の花宴(羽生研司監督、2007年） - 西川久美子役（主演）
- サバイバル・ビーチ(2007年）
- ザ・ストリップ(雨月監督、2007年）
- 童貞放浪記（小沼雄一監督、2009年）- アミ役
- おやすみアンモナイト〜貧乏人抹殺篇〜（増田俊樹監督、2009年）竹田奈津子役
- てんせいの人(Park Shinho監督）カウンセラー役
- 桃色のジャンヌ・ダルク(2010年）
- Evil Rood 悪魔の十字架(2010年）- 修道院院長役

### 舞台
- 花と蛇

### イメージビデオ
| 発売日 | タイトル                           | 規格品番 | メーカー                 |
| ------ | ---------------------------------- | -------- | ------------------------ |
|        | 黄金の窓〜黄金咲ちひろの開運世界〜 |          | イーネット・フロンティア |
|        | 芸能人 黄金咲ちひろ 触手アクメ     |          | SOD                      |

### 雑誌
- 『渋谷WALKING』（?年7・8月号表紙モデル）
- 『G-shot』（2003年8月15日号・表紙モデル&巻頭グラビア）
- 『週刊ポスト』2003年10月3日号・開運グラビア）
- 『実際にあった大儲けした話』（表紙モデル&巻頭インタビュー）
- 『sabra』（2008年2月号グラビア）
- 『ダカーポ特別編集　早稲田大学の実力』異能のOB列伝（2007年11月）
- 『週刊実話』開運SEX特集（2009年8月13日号・監修&モデル）
- 『EX MAX ! Special』（2009年11月号グラビア）

など

### 音楽
- 『女躰盛』
- 『ふぇち歌謡シリーズ・呪物崇拝』（CD-R）
- 空耳ソングシリーズ『不埒な女』、『判子屋の女』、『黒い少尉の詩』

### 執筆活動
- 「僕らのカリスマ、黄金咲ちひろの開運コラム」（ウェブサイト『BBmode Qeen's EX』連載、2004年1月〜）
- 「黄金咲ちひろの開運世界」（『チェアウォーカー WaWaWa』連載、2005年1月〜）
- 「大人のスパイ日記」内コラム（ウェブサイト『うらたん』連載、2006年4月〜）
- 「黄金咲ちひろの超変態大辞林」（ウェブサイト『ACE01』連載、2006年11月〜）
- 「黄金咲ちひろのフェチカミ講座」（『俺の旅』巻末カラー連載、2007年1月〜）
- 「黄金咲ちひろのフェッ恥リ発見伝」（『ナイスポ』連載、2007年5月〜）
- 「黄金咲ちひろのカ・イ・ウ〜〜〜ン!色即是空占い」（『週刊実話』連載、2008年3月〜）
- 「黄金咲ちひろの黄金率カバラ」（中京テレビ公式携帯サイト連載、2009年1月〜）
- 「黄金咲ちひろの黄金のフェティシズム」（『サンケイスポーツ』連載、2009年5月〜）
- 「黄金咲ちひろの開運フードル占い」（『俺の旅』カラー連載、2009年10月〜）